# Championnats d'Europe de badminton des moins de 15 ans
Le Championnat d'Europe de badminton des moins de 15 ans est un tournoi organisé par Badminton Europe (BE) depuis 2014 et qui se déroule tous les deux ans pour couronner les meilleurs jeunes joueurs de badminton en Europe. Le tournoi est généralement organisé en parallèle des championnats d'Europe de badminton par équipes, hommes et femmes.

## Championnats
| Année | Édition | Ville hôte | Pays hôte | Dates              | Catégories |
| ----- | ------- | ---------- | --------- | ------------------ | ---------- |
| 2014  | 1re     | Bâle       | Suisse    | 14 au 16 février   | 5          |
| 2016  | 2de     | Kazan      | Russie    | 19 au 21 février   | 5          |
| 2018  | 3e      | Kazan      | Russie    | 16 au 18 février   | 5          |
| 2020  | 4e      | Liévin     | France    | 14 au 16 février   | 5          |
| 2022  | 5e      | Ibiza      | Espagne   | 21 au 24 septembre | 5          |

## Tableau des médailles (2014 - 2020)
| Rang | Nation     | Or | Argent | Bronze | Total |
| ---- | ---------- | -- | ------ | ------ | ----- |
| 1    | Danemark   | 9  | 4      | 6      | 19    |
| 2    | Russie     | 4  | 3      | 10     | 17    |
| 3    | Angleterre | 2  | 4      | 2      | 8     |
| 4    | France     | 1  | 4      | 8      | 13    |
| 5    | Turquie    | 1  | 1      | 5      | 7     |
| 6    | Suède      | 1  | 0      | 2      | 3     |
| 7    | Finlande   | 1  | 0      | 0      | 1     |
| -    | Pays-Bas   | 1  | 0      | 0      | 1     |
| 9    | Ukraine    | 0  | 2      | 1      | 3     |
| 10   | Hongrie    | 0  | 1      | 0      | 1     |
| -    | Serbie     | 0  | 1      | 0      | 1     |
| 12   | Tchéquie   | 0  | 0      | 2      | 2     |
| -    | Écosse     | 0  | 0      | 2      | 2     |
| 14   | Bulgarie   | 0  | 0      | 1      | 1     |
| -    | Allemagne  | 0  | 0      | 1      | 1     |

## Médaillés
| Année | Tableau        | Or                                        | Argent                                           | Bronze                                                              |
| 2014  | Simple dames   | Alexandra Bøje                            | Maryna Ilyinskaya                                | Yaren Dolcu Busra Unlu                                              |
| 2014  | Simple hommes  | Jesper Toft                               | Luka Milić                                       | Petr Beran Thom Gicquel                                             |
| 2014  | Double dames   | Marlies Baan Ella Peters                  | Fee Teng Liew Lizzie Tolman                      | Sofie Nielsen Michelle Skodstrup Runa Plützer Annika Schreiber      |
| 2014  | Double hommes  | Paw Eriksen Mads Thøgersen                | Callum Hemming Johnnie Torjussen                 | Eloi Adam Arnaud Merklé Petr Beran Jan Louda                        |
| 2014  | Double mixte   | Jesper Toft Alexandra Bøje                | Danilo Bosniuk Maryna Ilyinskaya                 | Mikhail Lavrikov Anastasia Medvedeva Paw Eriksen Michelle Skodsrup  |
| 2016  | Simple dames   | Mathilde Cramer Ahrens                    | Vivien Sándorházi                                | Anastasiia Kurdyukova Bengisu Erçetin                               |
| 2016  | Simple hommes  | Harry Huang                               | Christo Popov                                    | Georgii Karpov Rory Easton                                          |
| 2016  | Double dames   | Bengisu Erçetin Zehra Erdem               | Christine Busch Andreasen Mathilde Cramer Ahrens | Rachel Cameron Rachel Sugden Romane Cloteaux-Foucault Ainoa Desmons |
| 2016  | Double hommes  | Rory Easton Harry Huang                   | Kenji Lovang Christo Popov                       | Rasmus Espersen Sebastian Grønbjerg Joshua Apiliga Adam Pringle     |
| 2016  | Double mixte   | Sebastian Grønbjerg Clara Graversen       | Rasmus Espersen Christine Busch Andreasen        | Georgii Karpov Anastasiia Kurdyukova David Hong Hope Warner         |
| 2018  | Simple dames   | Mariia Golubeva                           | Lisa Curtin                                      | Elizaveta Baranova Mariia Stoliarenko                               |
| 2018  | Simple hommes  | Alex Lanier                               | Simon Baron-Vezilier                             | Christian Faust Kjær Igor Pushkarev                                 |
| 2018  | Double dames   | Elizaveta Baranova Sofiia Bychkova        | Ekaterina Kazantseva Ekaterina Tarasova          | Emilie Drouin Tea Margueritte Maria Lezzhova Elizaveta Malkova      |
| 2018  | Double hommes  | Jakob Houe Christian Faust Kjær           | Mikkel Langemark Jeppe Søby                      | Simon Baron-Vezilier Kimi Lovang Daniil Dubovenko Maksim Ogloblin   |
| 2018  | Double mixte   | Egor Borisov Mariia Golubeva              | Maksim Ogloblin Elizaveta Malkova                | Kimi Lovang Floriane Nurit Lucas Renoir Tea Margueritte             |
| 2020  | Simple dames   | Nella Nyqvist                             | Ravza Bodur                                      | Galina Mezentseva Kaloyana Nalbantova                               |
| 2020  | Simple hommes  | Romeo Makboul                             | Dillon Chong                                     | William Bøgebjerg Filip Swahn                                       |
| 2020  | Double dames   | Anna-Sofie Nielsen Maria Højlund Tommerup | Clemence Gaudreau Camille Pognante               | Ravza Bodur Tugce Damar Polina Mastiaeva Galina Mezentseva          |
| 2020  | Double hommes  | William Bøgebjerg Robert Nebel            | Yaroslav Martynov Aleksei Zaev                   | Mads Andersson Otto Reiler Romeo Makboul Filip Swahn                |
| 2020  | Double mixte   | Yaroslav Martynov Daria Kharlampovich     | Robert Nebel Anna-Sofie Nielsen                  | Erwan Hamel Elsa Jacob Bugra Aktas Sinem Yildiz                     |
| 2022  | Simple dames   | Aleyna Korkut                             | Léana Laurent                                    | Elifnur Demir Amélie Maixnerová                                     |
| 2022  | Simple hommes  | Tiago Berenguer                           | Arthur Tatranov                                  | Yaidel Gil Nathan Nguyen                                            |
| 2022  | Double dames   | Daria-Irina Gherasim Cristina Sîrbu       | Elifnur Demir Zeynep Ocakoğlu                    | Raiia Almalalha Sofiia Bielobrovchuk Lily Gautier Monitosita Touch  |
| 2022  | Doubles hommes | Jens Andersson Aske Roslyng               | Mikkel Bouet Frederik Hinding                    | Timéo Bourgin Nathan Nguyen Arthur Tatranov Thomas Tournefier       |
| 2022  | Double mixte   | Jens Andersson Athene Thornild            | Mikkel Bouet Eline Landsvig                      | Mario Rodríguez María Luisa Jiménez Erik Blomberg Anvita Harakamani |